# Oscar Wilhelm Eugen Storm
Oscar Wilhelm Eugen Storm, född den 21 juni 1838 i Remdalen, död den 30 mars 1915 i Horten, var en norsk författare. Han var bror till Johan och Gustav Storm samt kusin till Vilhelm och Martin Luther Storm.
Storm var 1868-1899 lotsålderman i Horten och 1899-1913 överlots i Søndenfjeldske distriktet. Utom läroböcker i navigation skrev han flera politiska ströskrifter, bland annat Om flaget (1893).